# Antonio Sacco
Antonio Sacco o Sacchi (Vienna, 3 luglio 1708 – 1788) è stato un attore teatrale italiano celebre come interprete comico.

## Biografia
Antonio Sacco (o Sacchi) apparteneva a una famiglia di attori (nacque a Vienna durante una tournée dei genitori). Divenne celebre come attore comico. Recitò nei ruoli di Truffaldino, Coviello, Arlecchino. Lavorò con impresari  come Michele Grimani ed autori come Carlo Gozzi, Pietro Chiari, e Carlo Goldoni.
Fu uno dei più importanti arlecchini dell'epoca. Egli chiese nel 1743 a Carlo Goldoni di scrivere un canovaccio in cui Arlecchino non fosse solo uno dei comprimari: nacque così la commedia Il servitore di due padroni.
Morì nel 1788 su una nave, mentre era in viaggio tra Genova e Marsiglia, e venne sepolto in mare. Aveva 80 anni.